# Vigo Rendena
Vigo Rendena là một đô thị ở tỉnh Trento ở vùng Trentino-Alto Adige/Südtirol của Ý, tọa lạc cách 30 km về phía tây của Trento. Tại thời điểm ngày 31 tháng 12 năm 2004, đô thị này có dân số 456 người và diện tích là 4,5 km².
Vigo Rendena giáp các đô thị: Pelugo, Montagne, Villa Rendena và Darè.